# Productions de Rodney Jerkins
Cet article est une liste non exhaustive des productions de Rodney Jerkins. Elle est classée par année puis par ordre alphabétique.

## 1996
- Aaliyah - One In A Million (Darkchild Remix) et Everything's Gonna Be Alright
- Gina Thompson - The Things You Do

## 1997
- Joe - Don't Wanna Be A Player
- Mary J. Blige - I Can Love You (feat Lil' Kim), Share My World, Thank You Lord (Interlude), Can’t Get You Off My Mind (feat The LOX), Searching (feat Roy Ayers),  Everything (Darkchild Remix)
- No Authority - Don't Stop, Don't Stop (Darkchild Remix)
- Uncle Sam - Baby You Are (Darkchild Remix)

## 1998
- Brandy - The Boy Is Mine (en duo avec Monica), Sittin' On Top of The World (feat Ma$e), Angel In Disguise
- Cleopatra - I Want You Back (Darkchild Remix)
- J'Son - I Should Cheat On You (Darkchild Remix) (feat Lord Tariq)
- Kirk Franklin - Revolution
- Luther Vandross - Nights In Harlem (A Darkchild Extended Remix) (feat Guru)
- Monica - Angel Of Mine
- Tatyana Ali - Daydreamin'
- Tyrese Gibson - Sweet Lady (Darkchild Remix)
- Whitney Houston - It's Not Right But Okay, If I Told You That, Get It Back, Bow Out

## 1999
- Ashley Ballard (With So Plush) - It Was You (bande originale du film Pokémon, le film : Mewtwo contre-attaque)
- Brian McKnight - Played Yourself, Stay or Let It Go, Stay or Let It Go (Darkchild Remix) (feat Cap-One)
- Brandy - You Don't Know Me (Like U Used To) (feat Da Brat & Shaunta)
- Coko - Sunshine
- Destiny's Child - Say My Name
- Jennifer Lopez - If You Had My Love, It's Not That Serious
- Kirk Franklin - Gonna Be A Lovely Day (Darkchild Remix)
- Men Of Vizion - Do You Feel Me? (...Freak You) (feat Mr. Cheeks)
- So Plush - Damn (feat Ja Rule)
- Tevin Campbell - Another Way (Darkchild Remix) (feat Li'l Caesar), Another Way (Darkchild Remix) (feat Saafir)
- Will Smith - Who I Am ? (feat Tatyana Ali & MC Lyte)

## 2000
- Alesha - Dreams (bande originale du film Pokémon 2 : Le Pouvoir est en toi)
- Britney Spears - (I Can't Get No) Satisfaction
- Mary Mary - I Sings (Darkchild Remix)
- Maxee - When I Look Into Your Eyes
- Melanie B - Tell Me, Lullaby
- Mýa - That's Why I Wanna Fight
- Shola Ama - Imagine (Darkchild Remix)
- Spice Girls - Holler, Tell Me Why, Let Love Lead The Way, Get Down With Me, Weekend Love, Time Goes By
- Toni Braxton - He Wasn't Man Enough
- Whitney Houston - If I Told You That (feat George Michael)
- Utada Hikaru - Time Limit

## 2001
- Britney Spears - Lonely, I Love Rock 'n' Roll, Let Me Be, Overprotected (Darkchild Remix), Intimidated (bande originale du film Jimmy Neutron : Un garçon génial)
- Canela - Everything
- Debelah Morgan - I Remember (Darkchild Remix)
- Jennifer Lopez - Dame
- Jessica Simpson - Imagination, I Never
- Michael Jackson - You Rock My World, Unbreakable, Heartbreaker, Invincible, Privacy, Threatened
- Rhona Bennett - Satisfied et Satisfied (Another Darkchild Remix)

## 2002
- 3rd Storee - Get With Me
- Brandy - What About Us et l'ensemble des titres de l'album Full Moon
- Deborah Cox - Like I Did, I Never Knew
- Jennifer Lopez - If You Had My Love (Darkchild Remix)
- Mary Mary - He Said
- Monica - All Eyez On Me
- Prymary Colorz - If You Only Knew, If You Only Knew (Darkchild Remix) (feat Rah Digga)
- TLC - Turntable, Over Me, Hey Hey Hey Hey
- Toni Braxton - Do You Remember When

## 2003
- Amerie - Think Of You (bande originale du film Honey)
- B5 (en) - All I Do
- Blaque - I'M Good (bande originale du film Honey)
- Jadakiss - J.A.D.A. (feat Sheek Louch) (bande originale du film Honey)
- Shawn Desman - Sexy (bande originale du film Honey)
- Yolanda Adams - I Believe (bande originale du film Honey)
- Toni Braxton - Watchuneed

## 2004
- Destiny's Child - Lose My Breath, Cater 2 U
- Kierra Sheard - You Don't Know et You Don't Know (Darkchild Remix)
- Lloyd : Trance (feat Lil Wayne)

## 2005
- Brandy - les trois quarts des titres de son Best-Of
- Destiny's Child - Got's My Own et Feel The Same Way I Do
- Jennifer Lopez - Step Into My World, I Got You
- Omarion - Drop That Eater
- Mariah Carey - So Lonely (One & Lonely Part II) (feat Twista)
- Ray J - One Wish, What I Need, Keep Sweatin' (feat Fat Joe), Let's Play House
- Teairra Mari - Stay In Ya Lane

## 2006
- Beyoncé - Déjà Vu (feat Jay-Z) et Worldwide Woman
- Ciara - Can't Leave 'em Alone (feat 50 Cent), Make It Last Forever
- Danity Kane - Hold Me Down
- Kierra Sheard - Why Me ?
- Lionel Richie - Coming Home
- Mary J. Blige - Enough Cryin'
- Megan Rochell - The One You Need (feat Fabolous)
- Shareefa - Need a Boss (feat Ludacris), Cry No More
- Tamia - Can't Get Enough, Too Grown For That

## 2007
- Bobby Valentino - If I Had My Way, Turn The Page
- J. Holiday - Be With Me
- K-Young - Shake Shake
- Keyshia Cole - Shoulda Let U Go (feat Amina)
- Linda Kiraly - Can't Let Go
- Miss Joelle Ashley - Who Ya Talkin' To (feat D-Shep)
- Natasha - So Sick (feat Clipse) , Hey, Hey, Hey
- Tyra Banks - Shake Ya Body (feat Mr. Mike Nitty)

## 2008
- Anastacia - Heavy Rotation
- Ashanti - So Over You
- Beyoncé - Scared Of Love
- Brandy - Human Intro, The Definition, Warm It Up (With Love), Right Here (Departed), Piano Man, Long Distance (Interlude), Long Distance, Camouflage, Shattered Heart
- Ciara - Pucker Up
- Claude Kelly - Let You Know
- Git Fresh - Dizzy
- Janet Jackson - I.D., Feedback , Luv, Spinnin, Rollercoaster, Bathroom Break, 4 Words, Thruth Or Dare, Good Morning Janet, Play Selection, The Meaning, Back, Curtains
- LaShawn Daniels - How She Move (feat K-Smith), Promise Land
- Ludacris - What Them Girls Like (feat Chris Brown & Sean Garrett)
- Natasha Bedingfield - Angel
- One Chance - One Girl
- Q. Amey - Just How Ya Want It
- Rock City - See You Around, Maxine, After The Club
- Sean Garrett - Pretty Girl
- The Pussycat Dolls - When I Grow up
- Tiffany Evans - I'M Grown (feat Bow Wow)
- Twista - So Lonely (feat Mariah Carey)

## 2009
- Adrienne Bailon - Uncontrollable, Big Spender (bandes originales du film Confessions d'une accro du shopping)
- Janet Jackson - Make Me
- Jessie James - I Look So Good (Without You)
- Jordin Taylor - Accessory (bande originale du film Confessions d'une accro du shopping)
- Mary J. Blige - The One (feat Drake)
- Natasha Bedingfield - Again (bande originale du film Confessions d'une accro du shopping)
- Shontelle - Stuck With Each Other (feat Akon) (bande originale du film Confessions d'une accro du shopping)
- The Pussycat Dolls - Bottle Pop (Urban Mix) (feat Snoop Dogg & Kardinal Offishall)
- Three 6 Mafia - Shake My

## 2010
- Claude Kelly - Again
- Gucci Mane - Little Friend (feat Bun B)
- JYJ - Empty
- Lady Gaga - Telephone (feat Beyoncé)
- Miranda Cosgrove - BAM
- Pitbull - Not My Love
- The Black Eyed Peas - Just Can't Get Enough

## 2011
- Britney Spears - He About To Lose Me, Don't Keep Me Waiting
- Chris Medina - What A Words
- Javier Colon - Stitch By Stitch
- Kelly Clarkson - I Forgive You
- Kelly Rowland - Work It Man (feat Lil' Playy), Turn It Up

## 2012
- Alicia Keys - Listen To Your Heart
- Ciara  - Got Me Good
- Justin Bieber - Die in Your Arms, As Long as You Love Me, She Don't Like The Lights, Maria
- JLS  - Hold Me Down, Don't Know That
- Keyshia Cole  - Stubborn
- Leona Lewis  - Shake You Up
- Nelly Furtado - Big Hoops (Bigger the Better), Spirit Indestructible, Parking Lot, Waiting For The Night, High Life, Bucket List, Miracles
- Le rêve du chanteur masqué - bande originale du téléfilm

## 2013
- Ciara  - Read My Lips
- Havana Brown - Any1, No Tomorrow
- Jessie J - Alive
- Mariah Carey - The Art of Letting Go
- Nelly Furtado - High Life (feat Ace Primo) (bande originale du film Les Schtroumpfs 2)
- The Saturdays - Lease My Love
- Tone Damli - Perfect World
- La Fouine - Ma meilleure (feat. Zaho) (extrait de l'album Drôle de parcours)

## 2014
- Mariah Carey - You're Mine (Eternal)
- Candice Glover - Coulda Been Me